# Manuel dos Santos Castro
Manuel dos Santos Castro, mais conhecido apenas como Manuel Castro (Vila Nova de Gaia, 1945), é um artista plástico português, que se destacou na pintura naif.

## Biografia

### Nascimento
Nasceu na cidade de Vila Nova de Gaia, em 1945.

### Carreira artística e profissional
Iniciou a sua carreira como pintor em 1987, como autodidacta. As suas obras são inspiradas principalmente no quotidiano rural e nas profissões tradicionais. Foi considerado por diversos críticos como um dos mais proeminentes pintores do género naïf. Os seus quadros fazem parte do espólio de diversas instituições, como o Museu Internacional de Arte Naïf de Xaém, em Espanha, no Museu de Arte Naïf da Lousã, na Fundação Portuguesa das Comunicações em Lisboa, na Fundação Evangelização e Culturas, no Centro Cultural de Informação do Azeite em Lisboa, além de vários particulares. Em 2012, foi referido pela revista Activa como uma figura destacada a nível mundial deste género de pintura, e um dos principais artistas nos Salões Internacionais de Pintura Naïf, organizado pelo Casino Estoril. Em 2017, foi reconhecido por Nuno Lima de Carvalho, responsável pela Galeria de Arte do Casino Estoril, como um dos «grandes artistas plásticos» que se dedicava à arte naïf.

#### Exposições
Ao longo da sua carreira profissional, participou em mais de cinquenta exposições colectivas, em território nacional e na Espanha, Suíça, Bélgica, Estados Unidos da América, França e Itália. Entre 1987 e 2023 expôs no Salão Internacional de Pintura Naïf, na Galeria de Arte do Casino Estoril, e no ano seguinte marcou presença no Museo de Arte Naíf, em Jaen. Entre 1989 a 1998 participou em diversas exposições Prémio Suíço e Prémio Europa de Pintura Primitiva Moderna, em Morges, na Suíça. Em 1989 esteve no Concurso Internacional de Arte Naïf, em Lasne, na Bélgica, e em 1993 marcou presença no Concurso de Pintura Naïf, na Galeria do Palácio Foz, em Lisboa.
Em 2000 participou no Salão Internacional de Arte Naïf, na localidade francesa de Auffay, e no ano seguinte numa exposição no Museu da Água, em Lisboa, e no Instituto Camões, em Bruxelas. Entre 2001 e 2006 expôs no Salão Internacional de Arte Naïf, em Castelvetro, na Itália, e em 2003 marcou presença no Centro Cultural Galileo, em Madrid, e na Galeria de Arte do Casino da Póvoa de Varzim. Entre 2005 e 2012 foi um dos concorrentes ao Prémio Internacional para pintores Naïfs, em Varenna, na Itália, e de 2005 a 2019 marcou presença na Mostra de Arte Naïf Europeia, na Galeria Éboli, em Madrid. Em 2006 fez uma exposição individual na galeria de arte Monte Seis Reis, em Estremoz. Em 2008 participou nas mostras de pintura Naïf Les miniaturistes, no Musée d’Art Naïf, na localidade francesa de Béraut, The Naive World, na Gina Gallery, em Tel Aviv, e na Exposição Internacional de Arte Naïf, em Nova Iorque. Em 2009 foi um dos artistas na Bienal de Art Naïf, no Musée d’Art Spontané, na cidade de Bruxelas, e desde esse ano até 2019 expôs na Galeria Jacqueline Bricard, em Lourmarin, na França. Entre 2009 e 2014 esteve igualmente na Exposição Internacional de Pintura Naïf, na Allarts Gallery, em Lisboa, e em 2009 e 2010 na Galerie Naifs du Monde Entier, em Paris.
Em 2010 voltou a fazer uma exposição individual, na galeria de Arte Allarts Gallery, em Lisboa, e em 2011 marcou presença na Exposição Europeia de Mestres de Arte Naïf, na Bakraç Art Gallery, em Istambul. Entre 2011 e 2014 participou no Festival de Arte Naïf, em Katowice, na Polónia, e de 2011 a 2015 na Bienal de Art Naïf, em Macon, na França. Entre 2012 e 2014 esteve presente na Galerie Gutman Art, em Berlim, e de 2013 a 2014 na Gallery Naif, em Copenhaga. Em 2013 fez uma exposição individual na galeria de Arte Allarts Gallery, em Cascais, e em 2014 participou na Exposição Internacional de Arte Naïf, na Galeria Norballe, em Augustenburg, na Dinamarca, e na Exposição Internacional de Arte Naïf, em Landskrona, na Suécia. Em 2020 foi um dos artistas convidados na exposição de pintura Universo naïf, em Aljustrel.

#### Prémios e homenagens
Foi por diversas vezes homenageado com prémios ou menções honrosas em exposições, destacando-se o primeiro prémio das Comunidades Europeias em 1994, o segundo prémio da Fundação Evangelização e Culturas em 1996, o segundo prémio na A Art`s Masters Paris Mónaco, em Bruxelas, em 1996, o primeiro prémio Master-Finalista em Nova Iorque, igualmente em 1996. Em 2001 recebeu o primeiro Prémio do Público Bacco D´Oro, na Itália, em 2003 o primeiro Prémio do Público no Museu de Arte Naïf na Lousã, e em 2005 o prémio Clube Náutico Varenna, na Itália, no Prémio Internacional de Arte Naïf Giannini Grossi.